# Station Cikampek

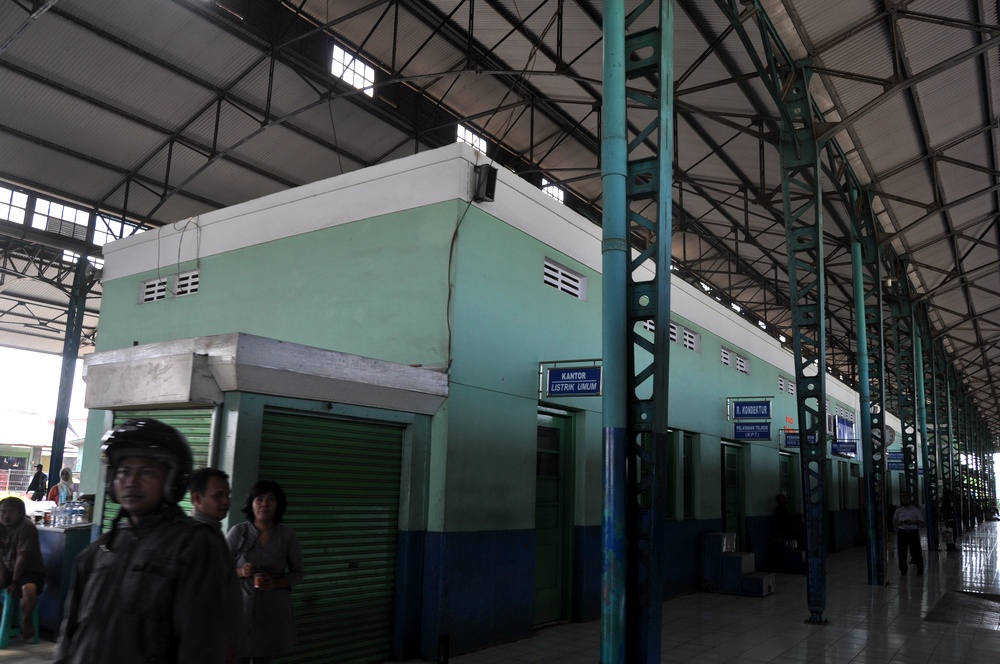
Station Cikampek (2010).

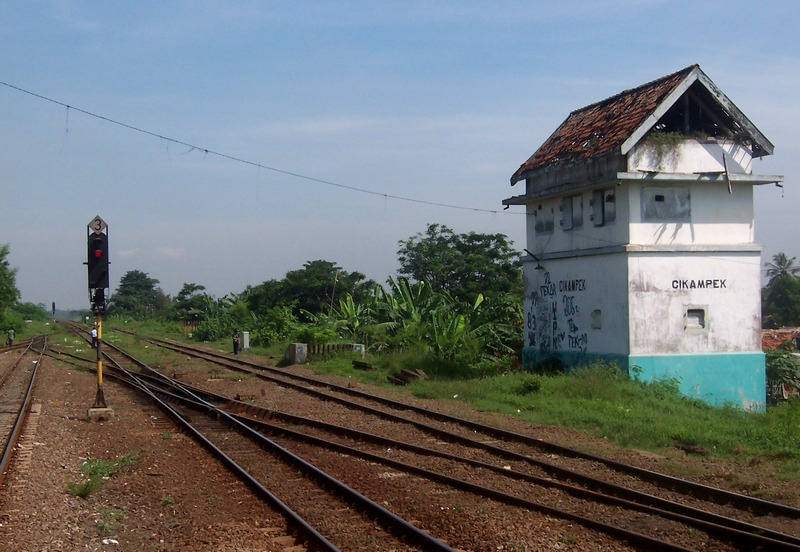
Signaalhuis van station Cikampek (2006).

Cikampek is een spoorwegstation in oostelijke deel van regentschap in de Indonesische provincie West-Java.